# Abarth
Abarth & C. S.p.A. bio je talijanski proizvođač trkaćih i sportskih automobila. Tvrtku je osnovao Carlo Abarth 1949.g. u Bologni.

## Povijest
Tvrtka Abarth nastala je na osnovama propale tvrtke Cisitalia u kojoj je Carlo Abarth radio kao sportski direktor tvorničke momčadi. Za logotip tvrtke je odabran škorpion (prema horoskopskom znaku osnivača tvrtke). Iz likvidirane tvrtke Cisitalia, Abarth je pribavio pet automobila model 204 i jedan model D46, te brojne autodijelove. Model 204 preimenovan je u Abarth 204 A.
Abarth je proizvodio automobile za utrke na osnovni posljednjih Cisitalia modela.
Uz utrke, tvrtka Abarth je proizvodila i prodavala sportske dijelove za automobile proizvođača kao što su Fiat, Lancia, Cisitalia i Simca. Sudjelovao je i u proizvodnji sportskih i trkaćih modela tvrtke Porsche. Dana 31. srpnja 1971. tvrtku je kupio Fiat. Akvizicija je objavljena 15. listopada 1971. Pod upravom Fiata, Abarth je postao dio tvrtke zadužen za sportska natjecanja. Abarth je pripremao Fiatove modele, kao što su Fiat 124 i Fiat 131, za reli natjecanja.
U prosincu 1977. prije početka trkaće sezone 1978. Abart i Squadra Corse Lanica spojene su u jedan entitet koji je nazvan EASA (tal. Ente per l'Attività Sportiva Automobilistica). Zajedničkim naporima nastali su modeli Lancia Beta Montecarlo, te Lancia 037.
Dana 1. listopada 1981., tvrtka Abarth & C prestala je postojati te je zamijenjena odjelom matične tvrtke Fiat Auto Gestione Sportiva koji je bio specijaliziran za reli programe i koji je nastavio postojati do kraja 1999. kada je preimenovan u Fiat Auto Corse S.p.A.
Neki modeli autmobila koje je proizvela tvrtka Fiat ili njene podružnice Lanica i Autobianchi, u nazvane su Abarth (npr. Autobianchi A112 Abarth). Tijekom 1980ih naziv Abarth je korišten za poboljšane sportske varijante različitih modela (npr. Fiat Ritmo Abarth 125/130 TC), a tijekom 2000ih Abarth naziv je označavo određene pakete opreme različitih modela (npr. Fiat Stilo Abarth). 
Dana 01. veljače 2007. Abarth je ponovno postavljen kao nezavisna jedinica pod nazivom Abarth & C. S.p.a, u 100% vlasništvu tvrtke Fiat Group Automobiles S.p.A. Prvi modeli bili su Abarth Grande Punto i Abarth Grande Punto S2000.